# Geochelone elegans
Geochelone elegans ou tartaruga-estrelada-indiana (podendo também ser conhecida como Indian Star Tortoise ou Star Tortoise) é uma espécie de tartaruga nativa das regiões secas e de matagais da Índia e Sri Lanka. Trata-se de uma espécie popular em termos de comércio de animais de estimação exóticos.